# Сорокин, Василий Васильевич (полный кавалер ордена Славы)
Васи́лий Васи́льевич Соро́кин (3 апреля 1910, Санкт-Петербург, Российская империя — 6 февраля 1983, Ленинград, СССР) — советский военнослужащий, участник Великой Отечественной войны, полный кавалер ордена Славы, участник Великой Отечественной войны, полный кавалер ордена Славы.

## Биография
Родился в семье рабочего, сам также работал слесарем на заводе.
С началом Великой Отечественной войны призван в Красную Армию, сразу же попал на фронт. Служил в артиллерийском расчёте 45-мм пушки 340-го стрелкового полка 46-й стрелковой дивизии.
В боях 2-18 февраля 1944 года в районе станции Плюсса в Псковской области под огнём противника бесперебойно доставлял боеприпасы к орудиям и пищу расчёту на передний край обороны, чем обеспечил успешное выполнение задач артиллерийской батареей.
28 июня 1944 года в бою у озера Кярстилянярви также под огнём противника снабжал боеприпасами и пищей батарею, в составе расчёта отбил вражескую контратаку лично уничтожив трёх солдат противника.
16 января 1945 года в боях на подступах к городу Цеханув (Польша) под огнём противника снабжал батарею боеприпасами и пищей, из личного оружия уничтожил 4 солдат противника. Был ранен. но не оставил поле боя.
Демобилизовался в 1945 году, вернулся в Ленинград, где продолжил работу слесарем.

## Награды
- Орден Красной Звезды
- Орден Славы 3 степени (4 июля 1944 года)
- Орден Славы 2 степени (11 февраля 1945 года)
- Орден Славы 2 степени (25 марта 1945 года) — позднее перенаграждён на более высокую степень
- Орден Славы 1 степени (27 июля 1972 года) — перенаграждён в соответствии со статутом ордена.